# Valjala (Landgemeinde)
Valjala (deutsch: Wolde) ist eine ehemalige Landgemeinde im estnischen Kreis Saare mit einer Fläche von 180,02 km². Sie hatte 1397 Einwohner (2006). 2017 fusionierten alle Gemeinden auf Saaremaa zur neuen Landgemeinde Saaremaa.
Valjala lag im Südosten der Insel Saaremaa. Neben dem gleichnamigen Hauptort (Valjala alevik) gehörten zur Landgemeinde die Dörfer Ariste, Jõelepa, Jööri, Jursi, Kalju, Kallemäe, Kalli, Kogula, Koksi, Kõnnu, Kõriska, Kuiste, Kungla, Lööne, Männiku, Nurme, Oessaare, Põlluküla, Rahu, Rannaküla, Röösa, Sakla, Siiksaare, Tõnija, Turja, Undimäe, Väkra, Väljaküla, Vanalõve, Veeriku, Vilidu und Võrsna.
Die Steinkirche von Valjala wurde wahrscheinlich um 1227 erbaut und ist damit eines der ältesten Gotteshäuser Estlands.